# Acroctena oculata
Acroctena oculata är en fjärilsart som beskrevs av Sergius G. Kiriakoff 1960. Acroctena oculata ingår i släktet Acroctena och familjen tandspinnare. Inga underarter finns listade i Catalogue of Life.